# Jorge Macri
Jorge Macri (Tandil, 5 de marzo de 1965) es un político, empresario argentino, y miembro de Propuesta Republicana. Es el actual jefe de Gobierno de la Ciudad de Buenos Aires desde el 7 de diciembre de 2023.
En 2001, con su primo y expresidente Mauricio Macri, creó la Fundación Creer y Crecer. En 2004, junto a otros dirigentes, fundó el partido PRO a nivel provincial. En 2005 fue electo como primer diputado del partido en la Provincia de Buenos Aires hasta el 2007. En diciembre de ese mismo año fue presidente del bloque PRO de la Cámara de Diputados provincial. Se desempeñó como intendente de Vicente López, logrando en octubre de 2011 la primera victoria del partido en el territorio bonaerense. Luego de tres períodos de gestión, en 2021 tomó licencia de la intendencia, para poder asumir su cargo vigente en el gobierno de la Ciudad de Buenos Aires, dejando como intendenta interina a Soledad Martínez, quien fuera la primera concejal en la lista. En junio de 2023 oficializó su renuncia a la intendencia de Vicente López. En diciembre de 2023 se consagró como jefe de Gobierno porteño.

## Biografía

### Primeros años
Jorge Macri nació en Tandil, cuando sus padres vivían transitoriamente en esa ciudad serrana por motivos laborales. Desde muy niño se fue a vivir a la Ciudad de Buenos Aires, donde cursó la escuela primaria y secundaria en el St Brendans College y ha desarrollado su vida hasta la actualidad. A los 21 años se hizo cargo de la empresa familiar. Su primo es el expresidente de la Argentina, y fundador del PRO, Mauricio Macri.

## Comienzos en política
En 2001, creó junto a su primo Mauricio Macri la Fundación Creer y Crecer.
En 2005, luego de que se sellara la alianza Propuesta Republicana (PRO) para disputar las elecciones legislativas, fue electo como el primer diputado provincial del partido por la Tercera Sección Electoral.
Fue presidente del PRO en la Provincia de Buenos Aires desde el 2006 hasta el 2023. En 2007 fue candidato a vicegobernador por la fórmula de Unión PRO y, al mismo tiempo, candidato a primer diputado nacional por la Provincia de Buenos Aires, cargo en el que fue electo pero nunca asumió. En diciembre de ese año asumió como presidente del bloque PRO dentro de la Cámara de Diputados de la Provincia de Buenos Aires.
En diciembre de 2009, con la misma alianza, fue reelecto como diputado provincial. En este nuevo período en la Cámara de Diputados de la Provincia de Buenos Aires fue elegido como Vicepresidente Primero de la misma, hasta el 2011.

## Intendente de Vicente López (2011-2023)

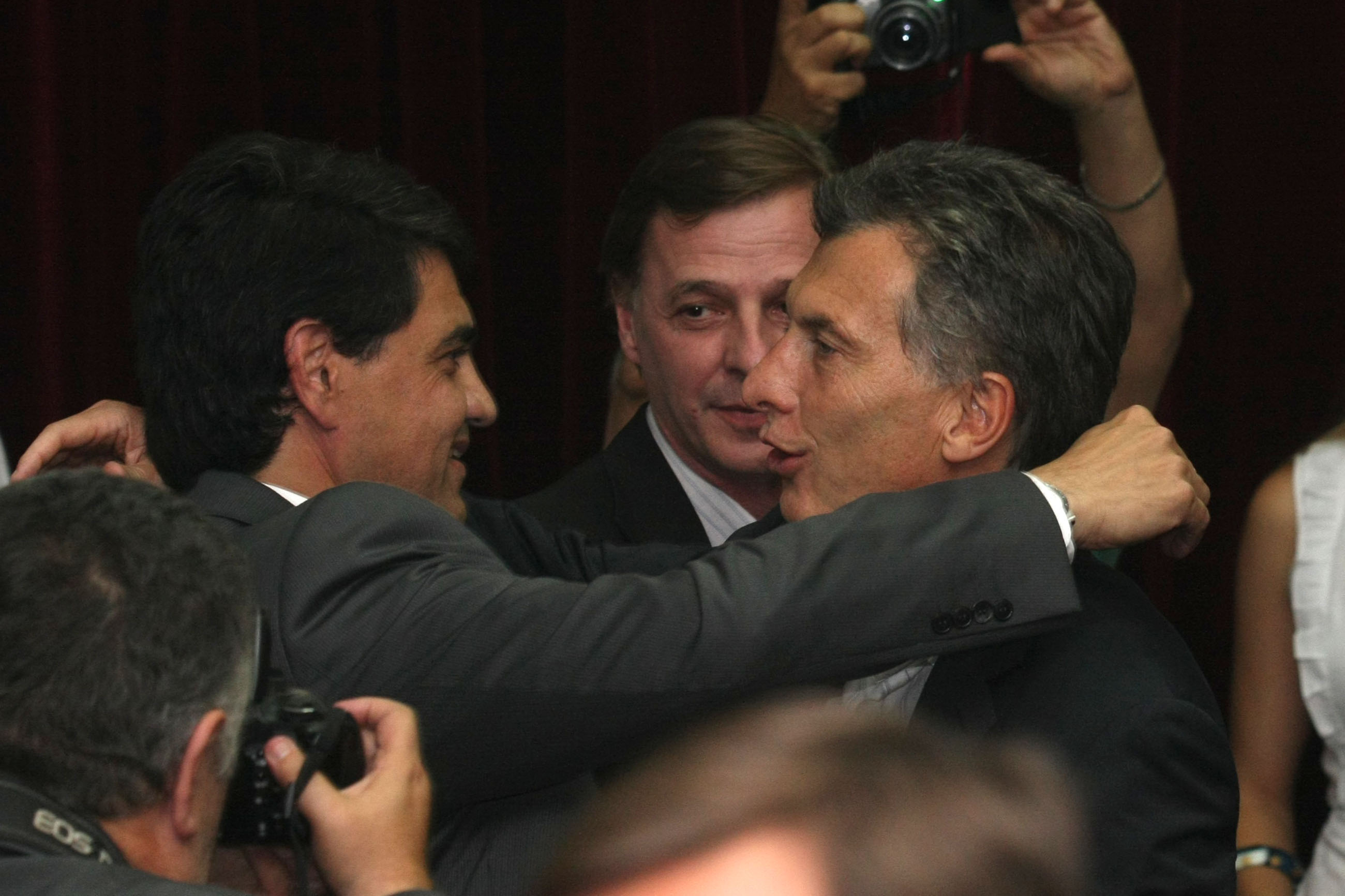
Mauricio Macri en la jura del electo intendente de Vicente López, Jorge Macri en diciembre de 2011

El 23 de octubre de 2011 fue elegido Intendente de Vicente López, con el 38% de los votos, desplazando así a Enrique Japonés García. Su candidatura contó con el apoyo del candidato a presidente y en aquel momento gobernador de San Luis Alberto Rodríguez Saá e incluso  del entonces intendente de Tigre Sergio Massa ya que en conjunto trabajaron con el tema seguridad. 
En el año 2015 fue reelecto como intendente con el 55% de los votos, obteniendo una amplia ventaja sobre sus opositores. En el año 2019 renovó por tercera vez su cargo con el 64% de los votos.

## Gestión
A partir de una iniciativa propuesta mediante la participación ciudadana en diversos foros vecinales iniciados desde 2011, el 16 de septiembre de 2014 se creó el Centro Universitario de Vicente López, resultando en el primer centro de educación universitaria del municipio. 
Durante su mandato  para descomprimir la alta demanda del Hospital Municipal Bernardo Houssay, se realizaron diversas obras de ampliación y nuevas salas.
En materia de seguridad, durante el primer período de su intendencia se creó la Secretaría de Seguridad que implementó el Plan Integral de Seguridad del Municipio. En esta nueva Secretaría, se concentró la Central de Monitoreo de las 400 cámaras de seguridad que habían sido instaladas en el municipio, además de formar la central de alerta de botones de pánico y de atención de denuncias y emergencias de hechos de inseguridad. Un año más tarde, Macri firmó con el gobierno de la Provincia de Buenos Aires un convenio que habilitó la creación de nuevas policías municipales.
En diciembre de 2014 la municipalidad de Vicente López compró sin licitación y por decreto, 20 camionetas Toyota Hilux a la empresa Treos Investments S.A. que había sido dirigida por Jorge Macri años antes y en ese momento era dirigida por su hermana, Daniela Macri. El bloque socialista del municipio denunció que la gestión de Jorge Macri benefició con contratos millonarios a dos empresas de Bernardo Leopoldo Fernández, quien se desempeñaba como subsecretario de Desarrollo Económico.
En noviembre de 2014, Jorge Macri, como Intendente de Vicente López, realizó un convenio con la Ciudad Autónoma de Buenos Aires, que en ese entonces tenía como jefe de Gobierno a su primo, Mauricio Macri, en donde se establecía el acuerdo de realización del Metrobús de Buenos Aires Norte. La obra costó 270 millones, de los cuales el municipio solo pagó 30 millones a cambio de futuras obras hidráulicas para prevenir inundaciones, que deberá afrontar el municipio.
A fines de 2019, la Sociedad Central de Arquitectos, otorgó a Vicente López, el Premio Nacional para la Identificación de Mejores Prácticas, con Jorge Macri como titular de la unidad ejecutora de la obra en su cargo de Intendente del partido. Esta obra, resultó el ganadora de la categoría “Intervención integral”, por el trabajo de infraestructura urbana realizada en el Barrio El Ceibo (La Lucila).
Durante el marco de la pandemia de COVID-19, en julio de 2020, el municipio de Vicente López creó el programa de Apoyo Económico a Comercios No esenciales, a fin de poder ayudar a los comercios barriales que debían permanecer cerrados por el Aislamiento Social Preventivo y Obligatorio. Este programa incluía la eximición de un impuesto municipal (la tasa de seguridad e higiene), además de un subsidio de $20.000, lo que significaría el desembolso de $44 millones de pesos por parte del municipio. El programa fue financiado con dinero ahorrado, además del cobro de una tasa a bancos e hipermercados.

## Banco Provincia
En 2015 fue designado por la gobernadora María Eugenia Vidal presidente del Grupo Provincia, lo que causó controversia ya que la ley prohíbe ejercer dos cargos en simultáneo, debido a su decisión de mantenerse como intendente de Vicente López. Estos nombramientos fueron considerados como nepotismo.
Bajo la conducción de Jorge Macri, el Banco Provincia aprobó créditos para empresas vinculadas al entorno presidencial, entre ellas Iecsa, la constructora de su primo Ángel Calcaterra que antiguamente perteneció al Grupo Macri, y créditos preferenciales para la firma Caputo, de Nicolás Caputo, el amigo del presidente, y para Cheeky, la firma de indumentaria que preside Daniel Awada, cuñado del Presidente y  colegio del country Nordelta, entre cuyos dueños figuran familiares del jefe de asesores presidenciales, José Torello. El monto principal de los beneficios a las empresas con vínculos con el macrismo fue dirigido a la constructora Iecsa, de Calcaterra, a la cual se le concedió “un margen rotativo de $ 100 millones en carácter de renovación, para ser utilizados en préstamos de intereses vencidos.

## Jefe de Gobierno de la Ciudad Autónoma de Buenos Aires

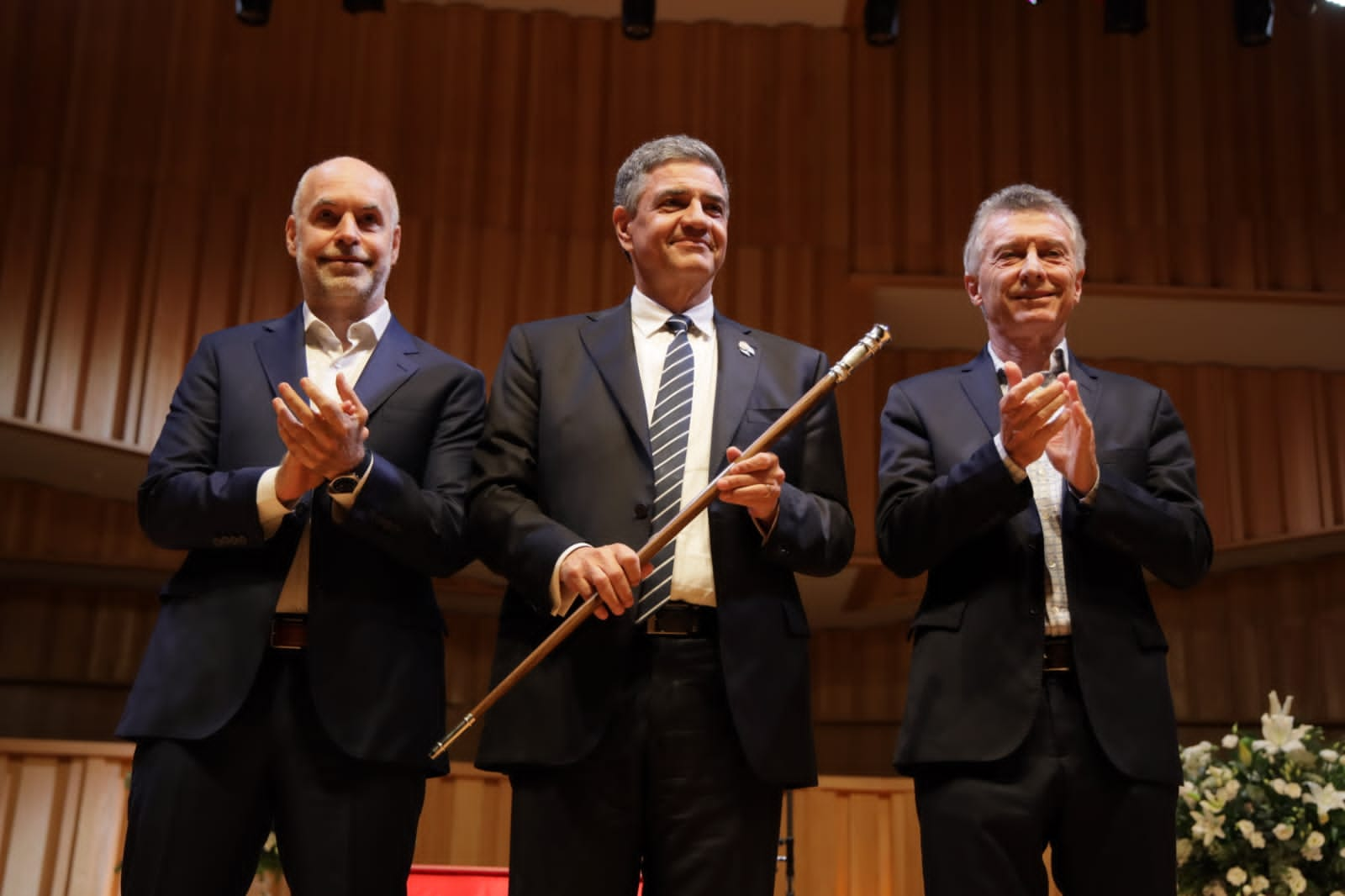
Jorge Macri en su asunción como jefe de Gobierno de la Ciudad Autónoma de Buenos Aires. A su derecha Horacio Rodríguez Larreta y a su izquierda Mauricio Macri.

Jorge Macri fue propuesto como candidato a jefe de Gobierno de la Ciudad Autónoma de Buenos Aires por su primo, el expresidente Mauricio Macri. Por otro lado, el entonces jefe de Gobierno porteño, Horacio Rodríguez Larreta, no podía presentarse a la reelección y apoyó la candidatura del radical Martín Lousteau, lo que reafirmó la interna existente en Juntos por el Cambio.
En la interna, Jorge Macri se impuso, ganándole a Martín Lousteau. En las elecciones generales del mismo año, Jorge Macri fue el candidato más votado. Aunque debía ir a un balotaje contra el candidato Leandro Santoro. (Esto se debe a que en el artículo 96 de la Constitución de la Ciudad se establece que el candidato más votado debe alcanzar el 50% de los votos para evitar una segunda vuelta) Leandro Santoro renunció, cosa que permitió que Jorge asumiera el cargo.
En diciembre de 2024 el gobierno de la ciudad inició un proceso de remodelación de las bicisendas de la ciudad de Buenos Aires, empezando con el desmantelamiento de la ciclovía de la calle Tucumán. Según el gobierno la medida se debe a las quejas de los vecinos de la ciudad, que argumentan que ciertos tramos generan más problemas que soluciones. Esta decisión fue criticada por la Asociación Civil Observatorio del Derecho a la Ciudad, la cual presentó un amparo en la justicia para suspender el desmantelamiento de la bicisenda de la calle Tucumán. Según la Asociación Civil el desmantelamiento afecta derechos fundamentales como el acceso a una movilidad segura, la protección ambiental y la participación ciudadana en decisiones importantes. El juzgado a cargo del expediente decidido aceptar el amparo y ordenó una medida precautelar que paralizo las obras que se estaban llevando a cabo.
En febrero de 2025 el mismo juez que había ordenado la medida precautelar dictamino una medida cautelar que confirmó la suspensión de las obras.

#### Gabinete gubernamental
| Jefatura de Gabinete y Ministerios del Gobierno de Jorge Macri | Jefatura de Gabinete y Ministerios del Gobierno de Jorge Macri | Jefatura de Gabinete y Ministerios del Gobierno de Jorge Macri |
| Cartera                                                        | Titular                                                        | Período                                                        |
| -------------------------------------------------------------- | -------------------------------------------------------------- | -------------------------------------------------------------- |
| Jefatura de Gabinete de Ministros                              | Néstor Grindetti                                               | 7 de diciembre de 2023 - 18 de diciembre                       |
| Jefatura de Gabinete de Ministros                              | Gabriel Sánchez Zinny                                          | 18 de diciembre de 2024 - en el cargo                          |
| Ministerio de Hacienda y Finanzas                              | Gustavo Arengo Piragine                                        | 7 de diciembre de 2023 - en el cargo                           |
| Ministerio de Justicia                                         | Gabino Mario Tapia                                             | 7 de diciembre de 2023 - en el cargo                           |
| Ministerio de Seguridad                                        | Waldo Wolff                                                    | 7 de diciembre de 2023 - 4 de marzo de 2025                    |
| Ministerio de Seguridad                                        | Horacio Giménez                                                | 4 de marzo de 2025 - en el cargo                               |
| Ministerio de Salud                                            | Fernán Quirós                                                  | 7 de diciembre de 2023 - en el cargo                           |
| Ministerio de Educación                                        | Mercedes Miguel                                                | 7 de diciembre de 2023 - en el cargo                           |
| Ministerio de Desarrollo Económico                             | Roberto García Moritán                                         | 7 de diciembre de 2023 - 4 de octubre de 2024                  |
| Ministerio de Desarrollo Económico                             | Hernán Lombardi                                                | 4 de marzo de 2025 - en el cargo                               |
| Ministerio de Cultura                                          | Gabriela Bárbara Ricardes                                      | 7 de diciembre de 2023 - en el cargo                           |
| Ministerio de Desarrollo Humano y Hábitat                      | Gabriel Sebastián Mraida                                       | 7 de diciembre de 2023 - en el cargo                           |
| Ministerio de Infraestructura                                  | Pablo Bereciartua                                              | 7 de diciembre de 2023 - en el cargo                           |
| Ministerio de Espacio Público e Higiene Urbana                 | Ignacio Miguel Baistrocci                                      | 7 de diciembre de 2023 - en el cargo                           |
| Secretarías del Gobierno de Jorge Macri                        |                                                                |                                                                |
| Cartera                                                        | Titular                                                        | Período                                                        |
| Secretaría Legal y Técnica                                     | María Leticia Montiel                                          | 7 de diciembre de 2023 - en el cargo                           |
| Secretaría General                                             | Fulvio Valerio Pompeo                                          | 7 de diciembre de 2023 - en el cargo                           |
| Secretaría de Gobierno y Vínculo Ciudadano                     | César Ángel Torres                                             | 7 de diciembre de 2023 - en el cargo                           |
| Secretaría de Asuntos Estratégicos                             | Guillermo Andrés Romero                                        | 7 de diciembre de 2023 - en el cargo                           |
| Secretaría de Comunicación                                     | Gustavo Gago                                                   | 7 de diciembre de 2023 - en el cargo                           |

## Historial electoral
|  | 8.36 % |

|  | 10.27 % |

|  | 32.56 % |

|  | 38,42 % |

|  | 54,95 % |

|  | 62,49 % |

|  | 51,35 % |

|  | 49,67 % |

## Controversias

### Panamá Papers
En 2016 Jorge Macri fue vinculado con las sociedades constituidas off shore Latium Investments INC y Artecity N204,LLC, en una filtración informativa en medios de prensa de documentos confidenciales de la firma de abogados panameña Mossack Fonseca y en 2019 al resolver una denuncia, la Cámara Federal de San Martín sobreseyó a Macri porque había justificado el origen de los fondos que había aportado a las mismas y había informado a la AFIP esa operación "en sus declaraciones juradas ante la Administración Federal de Ingresos Públicos de los años 2011 a 2013...tanto en el impuesto a las ganancias como en el impuesto a los bienes personales".

### Denuncia rechazada por departamento en Miami
En el 2019 La Cámara Federal de San Martín confirmó el sobreseimiento de Jorge Macri y de su exesposa Florencia De Nardi respecto de una denuncia del año anterior por la compra de un departamento en Miami con fondos supuestamente ilícitos. Una fuente cercana al biografiado atribuyó la denuncia a "una operación kirchnerista” que “sacó Pagina 12 tres días antes de las elecciones”. La causa había tenido origen en la afirmación hecha en 2012 por la AFIP dirigida por Ricardo Echegaray que Macri no había justificado el origen de esos fondos; pero el fallo de la Cámara fundamentado en una pericia basada en   prueba documental aportada por el Departamento de Justicia de Estados Unidos ratificó el origen lícito de los fondos así como que Macri informó la operación "en sus declaraciones juradas ante la Administración Federal de Ingresos Públicos de los años 2011 a 2013...tanto en el impuesto a las ganancias como en el impuesto a los bienes personales".

### Denuncias por supuestos aportes ilegales a su campaña política
En 2018 una investigación del periodista Juan Amorín para El Destape denunció que Cambiemos utilizó los nombres de beneficiarios de planes sociales para falsificar aportes a la campaña política de 2017 y afiliarlos sin su consentimiento al PRO.
En julio de 2018 el arrepentido Osvaldo Marasco, excandidato a intendente de Ituzaingó por Cambiemos, involucró a Jorge Macri en la operatoria denunciando que “César Torres, mano derecha de Jorge Macri, entregaba la plata en mano en sobres color madera a miles de personas”. Marasco dijo que: "el 100% de los aportes son truchos. Lo mismo con las cenas, inventaban una ‘cena de recaudación’ y decían que juntaban plata. Mentira, nadie hacía donaciones. La forma de blanquear la plata fue copiar las listas que mandamos a la junta electoral y ponerles montos de hasta 50 mil pesos”. Además agregó que: "siempre estuvo Jorge Macri detrás de todo esto. La guita negra se manejaba en Av. Libertador 135 Vicente López en el complejo Al Rio. Ahí tienen un búnker, funciona una municipalidad paralela y hasta hay despacho de Vidal”.